# Анастасіуполіс - Перитеоріон
Анастасіуполіс — Перитеоріон — руїни укріплень античного міста Анастасіуполіс (V—IX ст.) та Перитеоріон (IX ст.) розташовані на південний схід від села Амаксадес, між Ксанті та Комотіні в номі Родопі у Фракії. За часів Османської імперії укріплення було відоме як «Буру-Кале». Древнє місто було важливим портом Егейського моря з яким сполучалось через озеро Вістоніду. Спочатку місто називалося Анастасіуполіс, а пізніше — Перитеоріон, водночас існує теорія, що це два окремі міста.

## Історія

### Анастасіуполіс
Місто розташоване в родючій місцевості на північ від озера Вістоніда, через яке спочатку воно було пов'язане з Егейським морем. В античні части місто розташовувалось на Егнатієвій дорозі де розташовувалась римська дорожня станція, яка називалась «Stabulum Diomedis», а ця назва пов'язана з легендою про коней Діомеда, які паслись в цій місцевості та їх за древньогрецьким міфом викрав Геракл.
Саме місто Анастасіуполіс вперше згадується в VI столітті істориком Прокопієм Кесарійським. Назва походить від імператора Анастасія І (правив 491-518 роки), який, очевидно, заснував його або принаймні замовив там великі будівельні роботи. Місто, можливо, було закладено, коли Анастасій поселив 498 представників племені ісаурців у Фракії після своєї перемоги над ісаурців. За словами Прокопія, за Юстиніана I (правив 527-565 роки) були побудовані прибережна стіна, яка захищала гавань і акведук, який транспортував воду з гір Родоп до міста. Проте дослідження не дають остаточної відповіді, які з перевірених ранньовізантійських будівельних заходів у місті здійснені за Юстиніана I, а які вже були здійснені за його попередником Анастасія I. Прокопій схильний приписувати створення інфраструктури Юстініану, що насправді можна простежити ще як розвиток діяльнотс його попередника. У цьому відношенні також важливо, що він згадує про акведук Юстініана, але не про стіну між містом і Родопами, яка, отже, могла існувати раніше.
Незважаючи на ці укріплення, місто було завойоване у 562 р. гунами, які вторглися у Візантійську імперію. Анастасіуполіська єпархія була частиною Траянопольської архієпархії з моменту її заснування в VII столітті і до XII століття.

### Перитеоріон
Назва Перитеоріон вперше згадується з IX століття. Часто припускають, що місто спочатку називалось Анастасіуполіс, а згодом було перейменовано на Перитеоріон. Однак, існує також теорія про те, що це були два різних міста, а їх ототожнення пов'язане з імператором та істориком Іоаном VI Кантакузином, який у XIV столітті писав, що Анастасіуполіс незадовго до цього був перейменованим імператором Андроніком III Палеологом в Перитеоріон. Однак, згідно із записами патріарха Миколая Містик, місто Перитеоріон раніше було відоме як місто, відокремлене від Анастасіуполіса з власною єпархією.

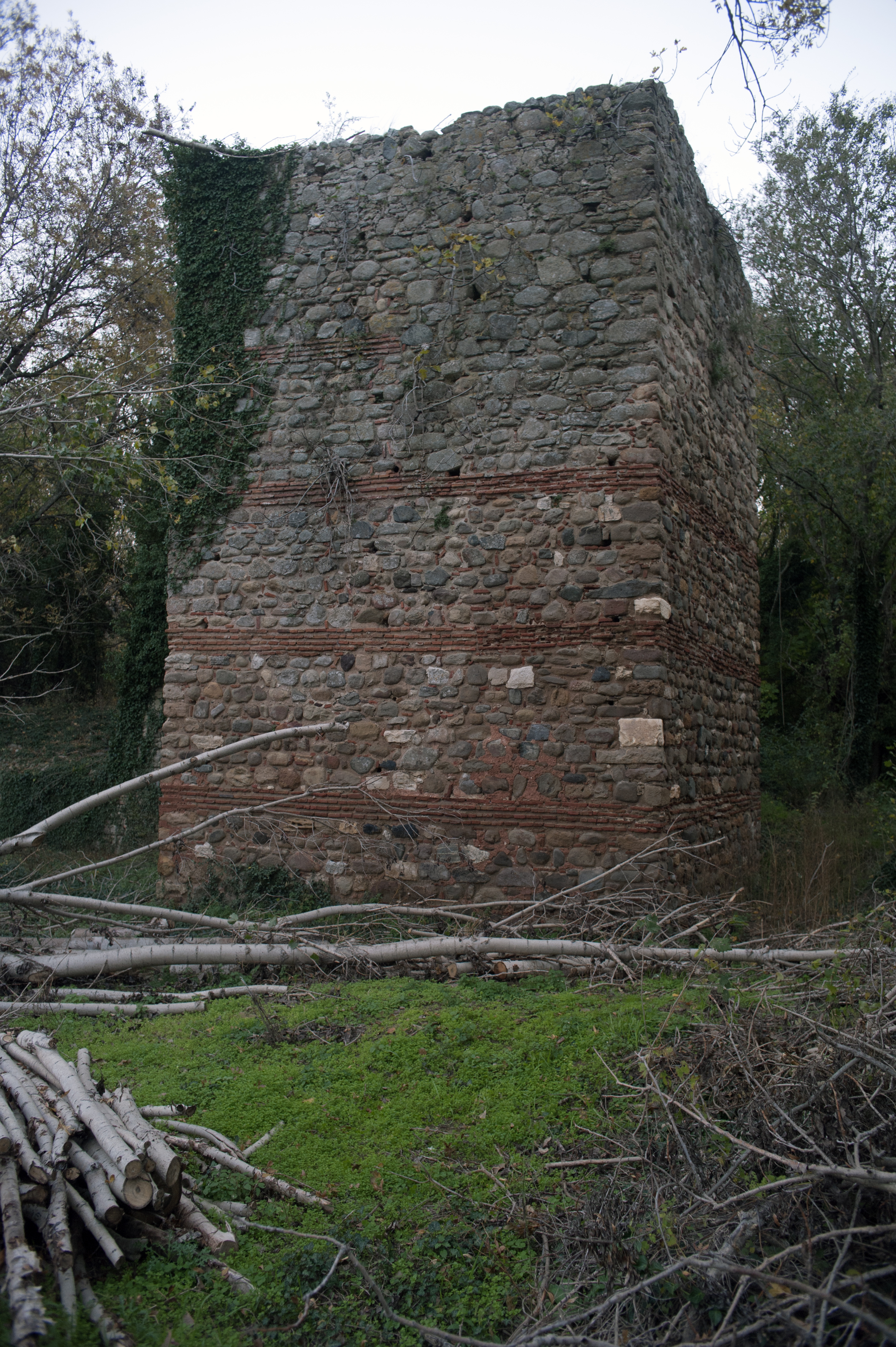
Оборонна башта

У XI столітті Перитеоріон був поселенням, в якому брат Григорія Пакуріана володів будинком, а монастир Ватопед — монастирським двориком. У той же час, схоже, місто мало певне економічне значення в XI—XII століттях, про що згадується в декількох договорах (укладені в 1082, 1148 та 1187 роках) між Венеційською республікою та Візантійською імперією. У 1203 р. болгарський цар Калоян вторгся у Фракію, знищив Перитеоріон та інші міста регіону та переселив їх мешканців на береги Дунаю.
Однак у XIV столітті місто знову зафіксовано у джерелах. Більшість збережених решток, побачених сьогодні, походять з цієї фази, хоча попередні фази порівняно легко помітити. На цей момент місто втратило своє значення як торгового шляху на користь морської торгівлі (особливо через північноіталійські міста, такі як Венеція). Таким чином, багато місць уздовж Егнатієвої дороги були позбавлені економічної основи, і вони стали занепадати.
Місто також брало участь у візантійських престольних конфліктах 1340-х років: у 1342 році Іоана VI невдало взяв його в облогу, оскільки там зупинялися його внутрішньополітичні супротивники. Також у наступному році він не зміг його захопити, навіть за підтримки еміра Умур бея. 7 липня 1345 року Іоан VI Кантакузин і Умур бей здобули перемогу над воєводою Момчилом поблизу від стін міста в битві при Перитеоріоні. Однак городяни не брали участі в сутичках і чекали результату. У 1355 році Йоханнес Асанес, губернатор (архонт) Перитеоріона, віддав місто імператору Іоанн V Палеологу, противнику Іоанна VI. Лише в 1357 році Іоан V фактично отримав контроль над містом.
Незабаром після приходу до влади османського султана Мурада II (найпізніше в 1421 році), Перитеоріон перейшов під його контроль і був переданий своєму генуезькому союзнику Джованні Адорно. Згідно з доповіддю Бертрандона де ла Брок'єра , місто Періток, мабуть, мається на увазі Перитеоріон в 1433 р. населяли греки. Оскільки гавань була замулена сусідньою річкою, вона була відрізана від доступу до моря (зруйноване місто зараз знаходиться приблизно в 2 км від озера). Це призвело до втрати важливості та економічного занепаду і, мабуть, стало причиною того, що місто було остаточно занедбане. Наприкінці XVII століття в місті проживало лише кілька людей та ймовірно, воно був повністю занедбане приблизно в цей час.

## Сучасний стан

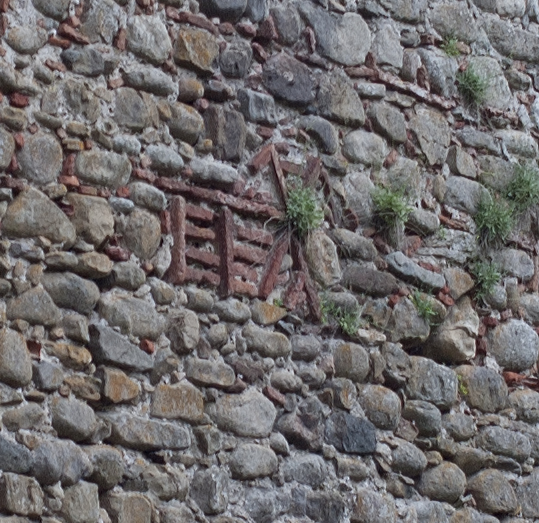
Монограма імператорської родини Палеологів

Оскільки археологічних розкопок не проводилось, територія міста площею 7,3 га знаходиться в занедбаному стані. Руїни знаходяться посеред лісу, який, однак, з'явився лише з 1970-х років.
Найважливішими археологічними рештками є стіни, деякі з яких мають висоту кілька метрів. Згідно з єдиною опублікованою картою міста, вони утворюють неправильний багатокутник з максимальним продовженням на північ-південь 360 метрів та максимальним продовженням захід-схід 330 метрів. Міські брами розташовувались на північному заході та південному сході, а також укріплення мали вісім переважно прямокутних, але на сході частково також круглих настінних веж. У цегляній кладці деяких веж розташовані монограми імператорської родини Палеологів. Вони оформлені за допомогою вмурування цегли в кам'яну кладку, яка може бути датована приблизно 1341 роком і, отже, принаймні свідчить про будівельні роботи на цій фазі. Однак на стіні, яка збереглася сьогодні, також є сліди старіших фаз будівництва, а давніша міська стіна датується пізньою античністю. На півночі є ще одна стіна, яка була укріплена принаймні трьома вежами та веде приблизно на 2,2 км від міської стіни до гірських схилів гір Родопи. Напрям її побудови можна побачити і сьогодні, використовуючи повітряну археологію, але залишки будівель видно також із землі. Це акведук, згаданий Прокопієм, який Юстиніан збудував для постачання міста питною водою. У першу чергу, схоже, це була фортечна стіна, за допомогою якої через це звуження прибережної рівнини під контролем була Егнатієва дорога, в якій була прокладена лише додаткова водопровідна труба.
На півдні міста розташовувався порт, захищений мурами, які простягались від міської стіни до узбережжя. Проте через незначне дослідження цих стін їх точна форма невідома. Укріпленя та саме місто заховані в землі та покриті густою рослинністю.